# Llanos Costa (Cabo Rojo)
Llanos Costa es un barrio ubicado en el municipio de Cabo Rojo en el Estado Libre Asociado de Puerto Rico. En el Censo de 2010 tenía una población de 3571 habitantes y una densidad poblacional de 58,7 personas por km².

## Geografía
Llanos Costa se encuentra ubicado en las coordenadas 17°58′45″N 67°8′28″O / 17.97917, -67.14111. Según la Oficina del Censo de los Estados Unidos, Llanos Costa tiene una superficie total de 60.84 km², de la cual 50.55 km² corresponden a tierra firme y (16.91%) 10.29 km² es agua.

## Demografía
Según el censo de 2010, había 3571 personas residiendo en Llanos Costa. La densidad de población era de 58,7 hab./km². De los 3571 habitantes, Llanos Costa estaba compuesto por el 87.26% blancos, el 5.07% eran afroamericanos, el 0.03% eran amerindios, el 5.32% eran de otras razas y el 2.32% pertenecían a dos o más razas. Del total de la población el 98.63% eran hispanos o latinos de cualquier raza.